# Мирный (Минераловодский район)
Ми́рный (бывш. Посёлок пе́рвого отделе́ния свх. «Суво́ровский») — посёлок в составе Минераловодского района (городского округа) Ставропольского края России.

## География
Расстояние до краевого центра: 113 км. Расстояние до районного центра: 20 км.

## История
До 2015 года посёлок Мирный находился в составе муниципального образования «Сельское поселение Прикумский сельсовет» Минераловодского района Ставропольского края.

## Население
| 1989 | 2002 | 2010 | 2014 |
| ---- | ---- | ---- | ---- |
| 217  | ↗263 | ↘231 | ↘200 |

По данным переписи 2002 года, 80 % населения — русские.